# Museu de la comunicació
El Museu de la comunicació - COMM (fins al 2016 Museum voor Communicatie) és un museu postal i de comunicacions i es troba a La Haia.

## Història
El 1929 es va establir el Museu Postal de la Companyia Estatal de Correus i Telecomunicacions dels Països Baixos (PTT). Des de la Segona Guerra Mundial es troba a la seva ubicació actual a la Zeestraat. L'any 1999 el museu va rebre el nom actual.

## Col·lecció
El museu ofereix una visió general del desenvolupament de les postals i les telecomunicacions des de les primeres cartes fins a la moderna transmissió per satèl·lit. S'hi exposa una antiga oficina de correus holandesa de 1928 amb màquines d'empaquetament i classificació, una centraleta telefònica manual de 1912, els primers telèfons d'autoservei i aparells de fax i memocom, així com una col·lecció completa de segells dels Països Baixos i les seves antigues colònies, i una extensa col·lecció filatèlica d'altres països.
L'exposició interactiva "Eureka" explica la tecnologia dels ordinadors, les màquines de fax i els telèfons a través de l'aprenentatge experimental.
L'any 1926 una maleta amb cartes va ser llegada al museu. Havia pertangut a la parella Marie i Simon de Brienne, que vivien el segle xvii. Contenia unes 2.600 cartes sense obrir dels anys 1689 a 1706 d'arreu d'Europa que no havien estat recollides pels seus destinataris. Aleshores, no només el remitent sinó també el destinatari havia de pagar els franqueigs. Tanmateix, si l'enviament no es recollia, no es podria cobrar cap taxa. La majoria dels caps de correus van considerar que aquestes cartes no tenien valor i les van destruir, però els de Brienne esperaven que algú recuperés les cartes i després pagués el franqueig. Per això, van batejar com a guardiola la maleta i es van quedar amb els enviaments. Les cartes permeten una visió sense censura de la vida a principis del període modern, fins i tot 600 d'elles estan sense obrir. Un grup de recerca liderat per Jana Dambrogio va treballar en la descodificació dels documents. Per protegir-los de mirades indiscretes, algunes d'aquestes cartes s'havien segellat mitjançant la tècnica de tancament de cartes de manera que no es podien obrir sense destruir-les.